# 永富有纪
永富有纪（日语：／ Nagatomi Aki，1969年7月15日—），福冈县北九州市出身，日本女子排球运动员。她曾代表日本国家队参加1996年夏季奥林匹克运动会排球比赛，获得第9名。